# Puntea Suspinelor
Puntea Suspinelor (în italiană Ponte dei Sospiri) a fost construită în 1600 pentru a uni camerele de interogare din Palatul Dogilor cu închisoarea, palatul fiind despărțit de aceasta doar printr-un canal (rio de la Canonica). 
Podul a fost, de fapt, botezat de poetul englez Lord Byron într-unul dintre poemele sale din secolul al XIX-lea:
„Am stat în Veneția pe Puntea Suspinelor,
Palat, de-o parte și temniță de alta”

## Descriere și istoric
Puntea Suspinelor este construită din piatră de Istria, în stil baroc, și a fost realizată la începutul secolului al XVII-lea (în anii 1600-1603) de către arhitectul Antonio Contin, fiul lui Bernardino Contin, la ordinul dogelui Marino Grimani, a cărui stemă este sculptată pe structura podului.
Acest pod faimos al Veneției, situat la mică distanță de Piața San Marco, traversează rio di Palazzo legând printr-un pasaj dublu Palatul Dogilor de Prigioni Nuove, prima clădire din lume construită special pentru a fi folosită ca închisoare. În timpul Serenissimei, podul a fost folosit ca pasaj de trecere al deținuților din închisoare către birourile anchetatorilor de stat unde urmau a fi judecați.
Cunoscut în întreaga lume, el este fotografiat de turiștii de pretutindeni din doar două locuri de unde este observabil (în afară de cei din gondole), adică de pe ponte della Canonica și de pe ponte della Paglia. Potrivit legendei, numele său se referă la suspinele condamnaților la moarte care mergeau pe ultimul drum de la Palatul Dogilor către locul în care erau executați. Astfel, ei puteau să vadă pe Puntea Suspinelor pentru ultima oară lumina soarelui, priveliștea mirifică a lagunei și insula San Giorgio Maggiore. Cu toate acestea, legenda pare total lipsită de temei, deoarece din interiorul pasajului se vede foarte puțin în exterior. Termenul sospiri indică ultimele respirații ale condamnatului către lumea liberă, pentru că o dată condamnat în Republica Dogilor nu te mai puteai întoarce înapoi.

## Alte punți ale suspinelor în lume
Există și alte structuri denumite Puntea Suspinelor atât la Cambridge, cât și la Oxford, în Anglia. Prima aparține colegiului universitar St. John's, iar a doua, care amintește în mod curios mai semnificativ de Podul Rialto, aparține colegiului Hertford. Mai mult decât atât, în districtul Barranco din Lima (capitala statului Peru) se poate admira un "puente de los Suspiros", punct emblematic al acestui cartier și unul dintre cele mai romantice locuri din oraș.
Chiar și în New York se află o copie sau, mai degrabă, o "replică modernizată", care servește ca legătură între două clădiri ale complexului Metropolitan Life Insurance Company Tower, un zgârie-nori inspirat de campanila San Marco.

## Imagini

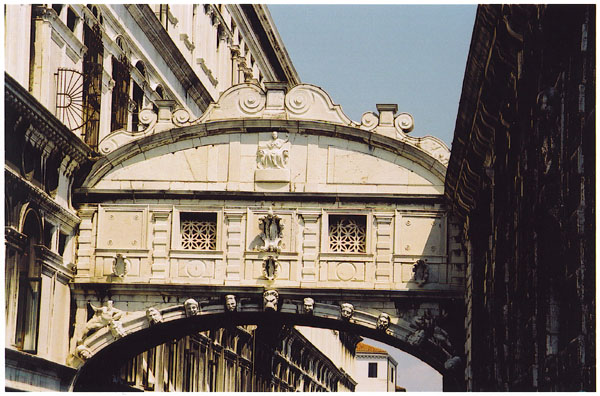
Puntea Suspinelor
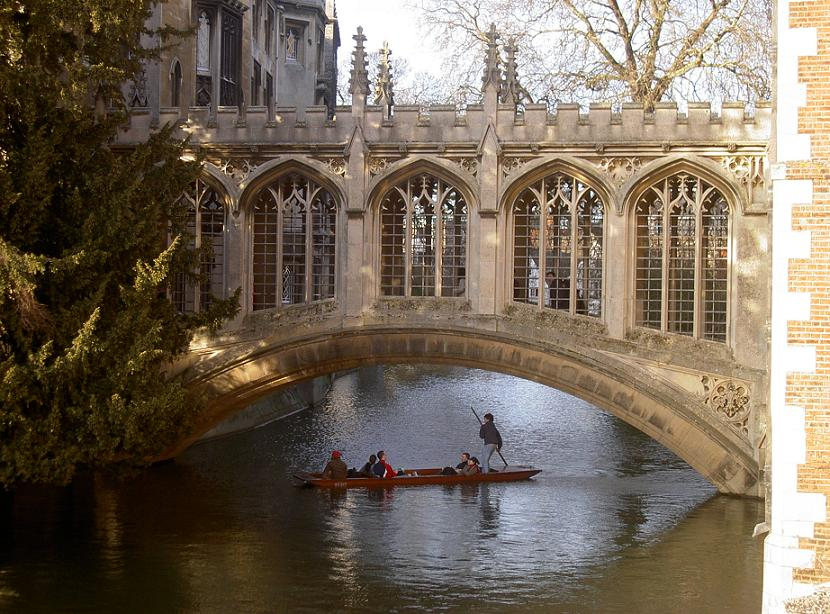
Puntea Suspinelor din Cambridge
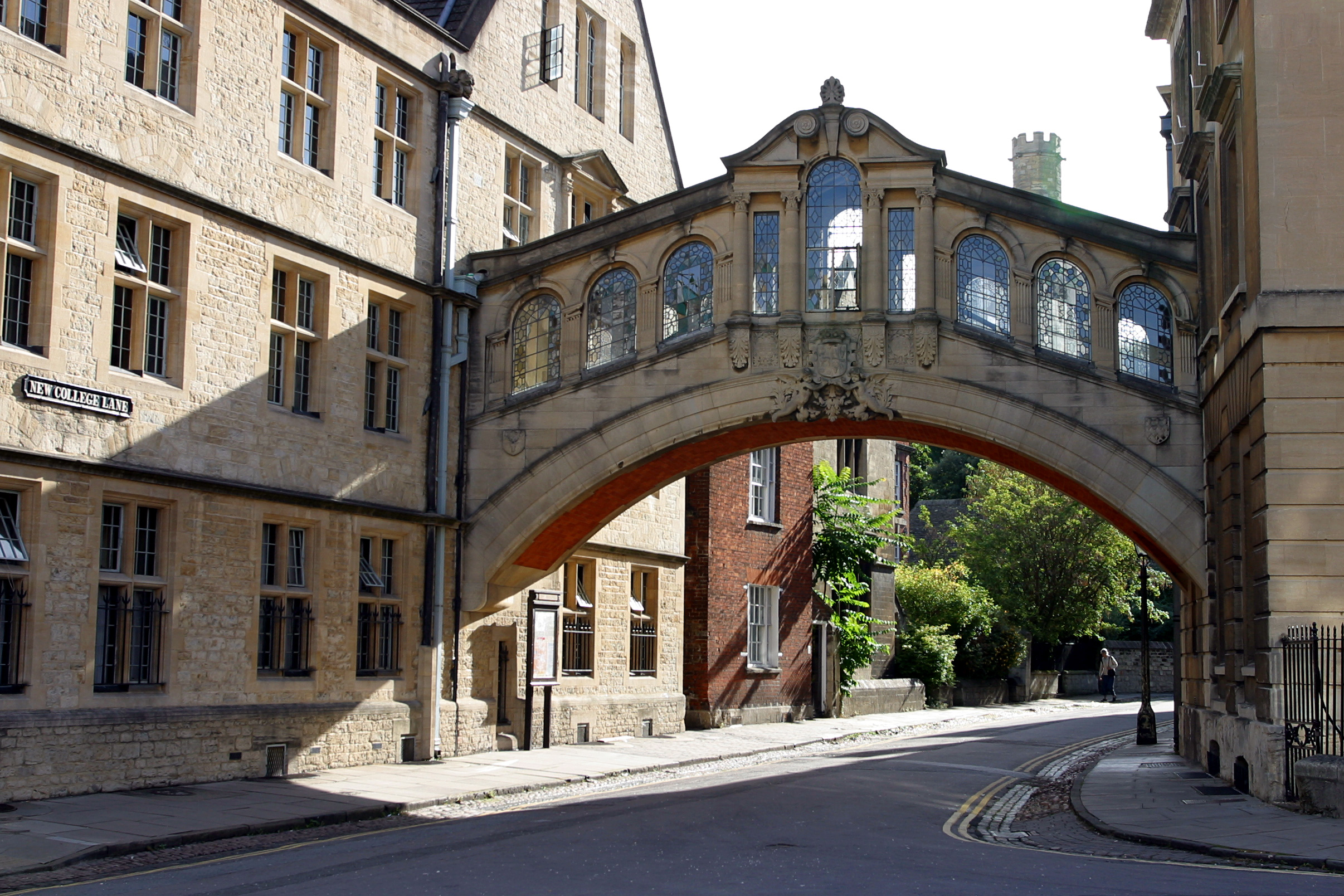
Puntea Suspinelor din Oxford
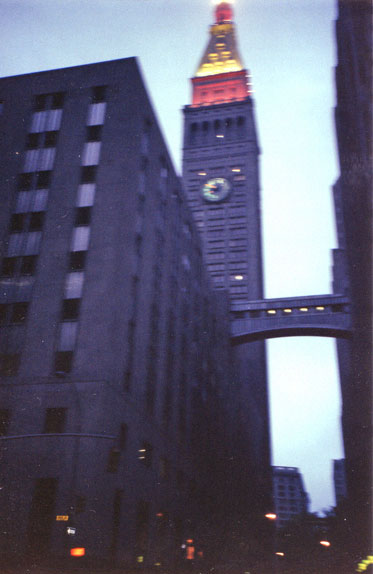
Replica Punţii Suspinelor din New York